# Stenurella
Stenurella is een kevergeslacht uit de familie van de boktorren (Cerambycidae). De wetenschappelijke naam van het geslacht werd voor het eerst geldig gepubliceerd in 1974 door Villiers.

## Soorten
Stenurella omvat de volgende soorten:
- Stenurella approximans (Rosenhauer, 1856)
- Stenurella hybridula (Reitter, 1902)
- Stenurella nigra (Linnaeus, 1758)
- Stenurella bifasciata (Müller, 1776)
- Stenurella ferruginipes (Pic, 1895)
- Stenurella sabineae Rapuzzi & Sama, 2012
- Stenurella septempunctata (Fabricius, 1793)
- Stenurella vaucheri (Bedel, 1900)
- Stenurella jaegeri (Hummel, 1825)
- Stenurella novercalis (Reitter, 1901)
- Stenurella melanura (Linnaeus, 1758)
- Stenurella pamphyliae Rapuzzi & Sama, 2010
- Stenurella samai Rapuzzi, 1995
- Stenurella zehrae Özdikmen, Mercan & Cihan, 2012